# Morpho orientalis
Morpho orientalis är en fjärilsart som beskrevs av Weber 1951. Morpho orientalis ingår i släktet Morpho och familjen praktfjärilar. Inga underarter finns listade i Catalogue of Life.